# Ohm Square
Ohm Square je česká hudební skupina hrající elektronickou hudbu. Vznikla v roce 1996 a jejími zakládajícími členy jsou Jan Čechtický, Dušan Lipert a Jan Kleník. Krátce po založení se k původní trojici přidala britská zpěvačka Charlotte Fairman. V současnosti skupinu tvoří pouze Jan Čechtický a Charlotte Fairman. Na koncertech je doplňuje jazzový klavírista Mirek Lacko.
Původně se skupina věnovala drum'n'bassu, trip hopu a breakbeatu, postupně se jejich hudba posunula ke komplexnějšímu výrazu. Vzhledem k přítomnosti ženského vokálu bývá někdy označována za elektropop.
Ohm Square vydali šest dlouhohrajících desek. Debutovali v roce 1997 albem Ohmophonica, které bylo prvním oficiálně vydaným albem elektronické taneční hudby. Ve čtenářské anketě časopisu Rock & Pop album zvítězilo v kategorii Nejlepší deska roku. V roce 1998 vyšla na německém labelu MFS mezinárodní verze alba, a to jak na CD, tak i na vinylu.
Skladby Ohm Square se objevily v několika českých filmech (např. Samotáři, Anděl Exit, Divoké včely čiDěvčátko). V dalších filmech se jako herci příležitostně objevují i členové skupiny - Jan Čechtický hrál ve filmech Šeptej a Knoflíkáři, Charlotte Fairman se zase objevila ve filmu Tmavomodrý svět.

## Diskografie
- Pillow (1996) – singl
- Ohmphonica (1997) – album
- Scion (1999) – album
- Remixed (2001) – album remixů
- Sole Lane (2001) – singl
- Love Classics (2005) – album
- Taking Shape (2008) – album
- Resist Dance (2013) – EP
- A Curious Place Between Souls And Atoms (2014)
- /0 (2023)